# Hólí

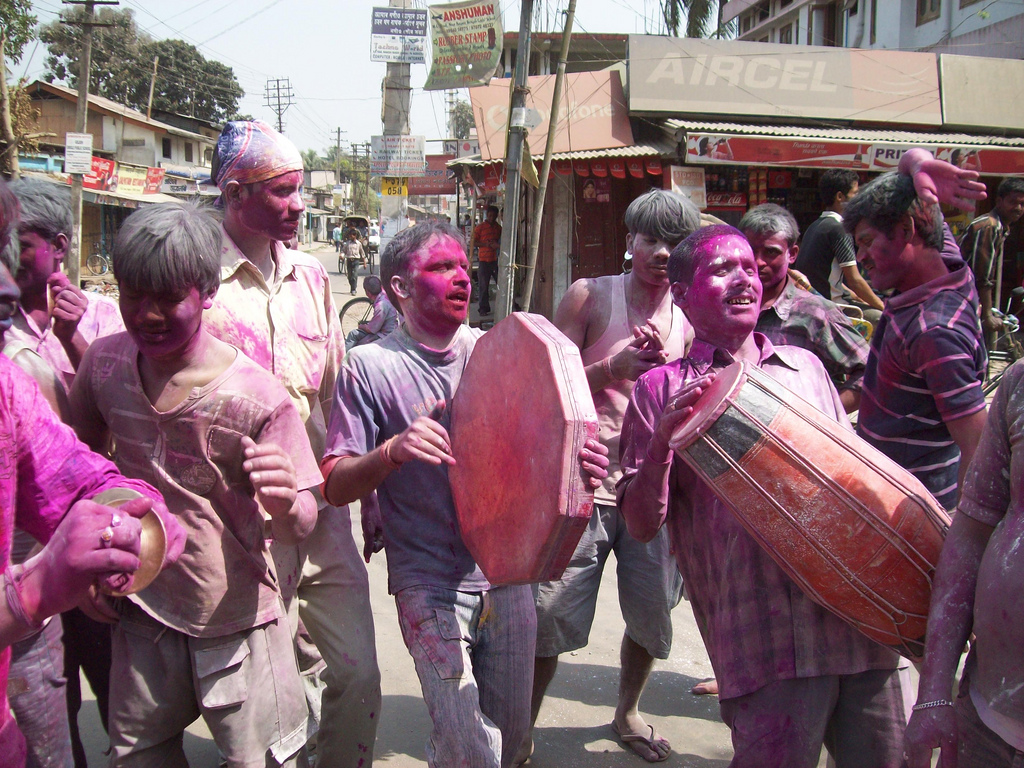
Indický svátek Hólí

Hólí (anglicky holi, Sanskrt: होली Holī) je indický a nepálský svátek, který je oslavou bhakti (lásky k Bohu), slavností jara a barev.
Hólí je oslavován na počest Prahlády, odehrává se vždy o úplňku měsíce Falgun (únor či březen).
Svátek začíná zapalováním hranice v předvečer svátku. Ve světě se Hólí nejvíce proslavil díky své bujaré formě oslavy, kdy na sebe lidé v ulicích vzájemně vrhají barevné prášky a cákají po sobě zbarvenou vodou, to vše za zpěvu a tance, bez ohledu na svou sociální příslušnost. Původně se používala přírodní barviva, dnes se často jedná o barviva syntetická.
V různých částech Indie nabývá svátek Hólí různých podob, mimo Indii je oslavován nejen indickými komunitami, své následovníky si svátek Hólí (respektive jeho barevný projev) našel i v západních zemích světa, včetně České republiky.

## Galerie

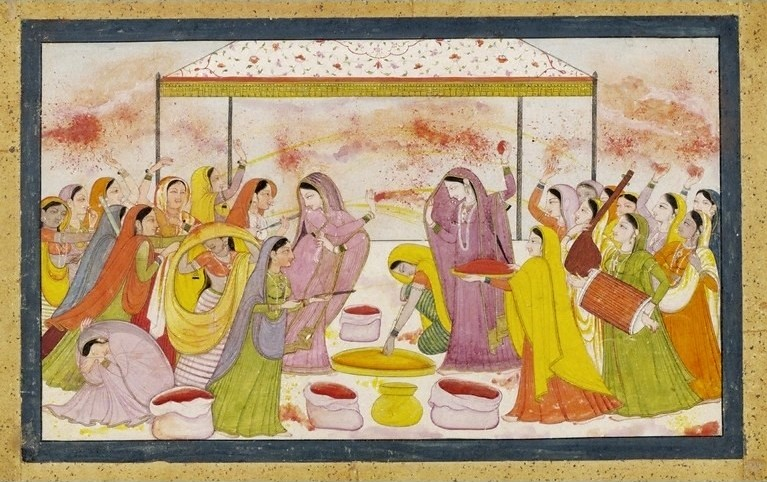
Radha oslavuje Hólí za doprovodu hudby, 1788
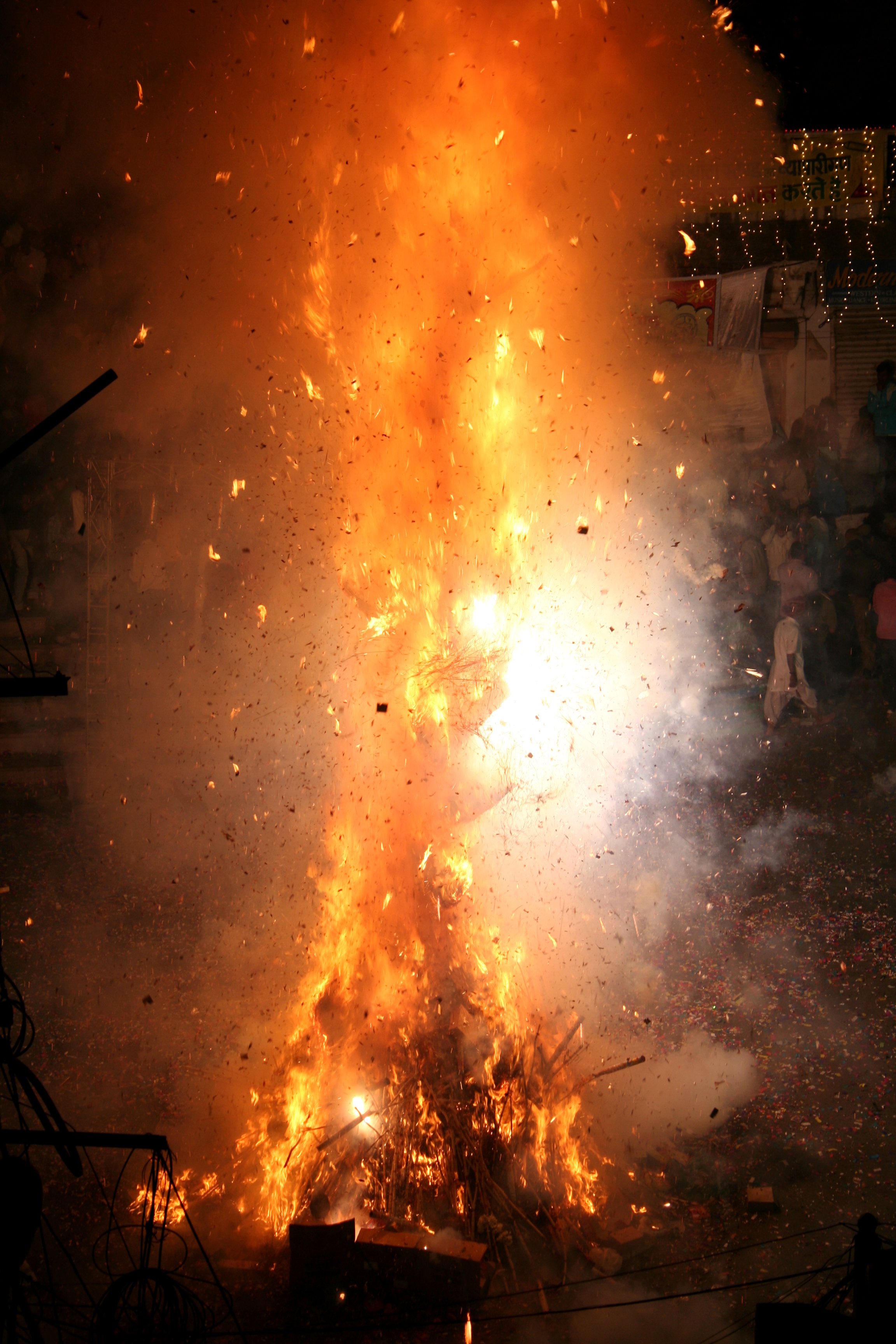
Hranice v předvečer svátku, Udaipur, Rádžasthán
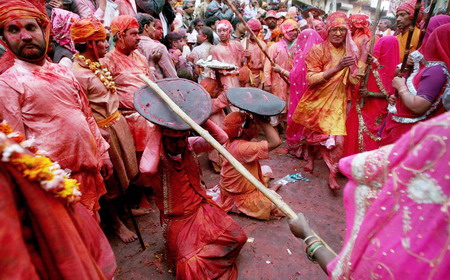
V regionu Bradž, Uttarpradéš, ženy během Hólí bijí muže holemi, ti se chrání štíty
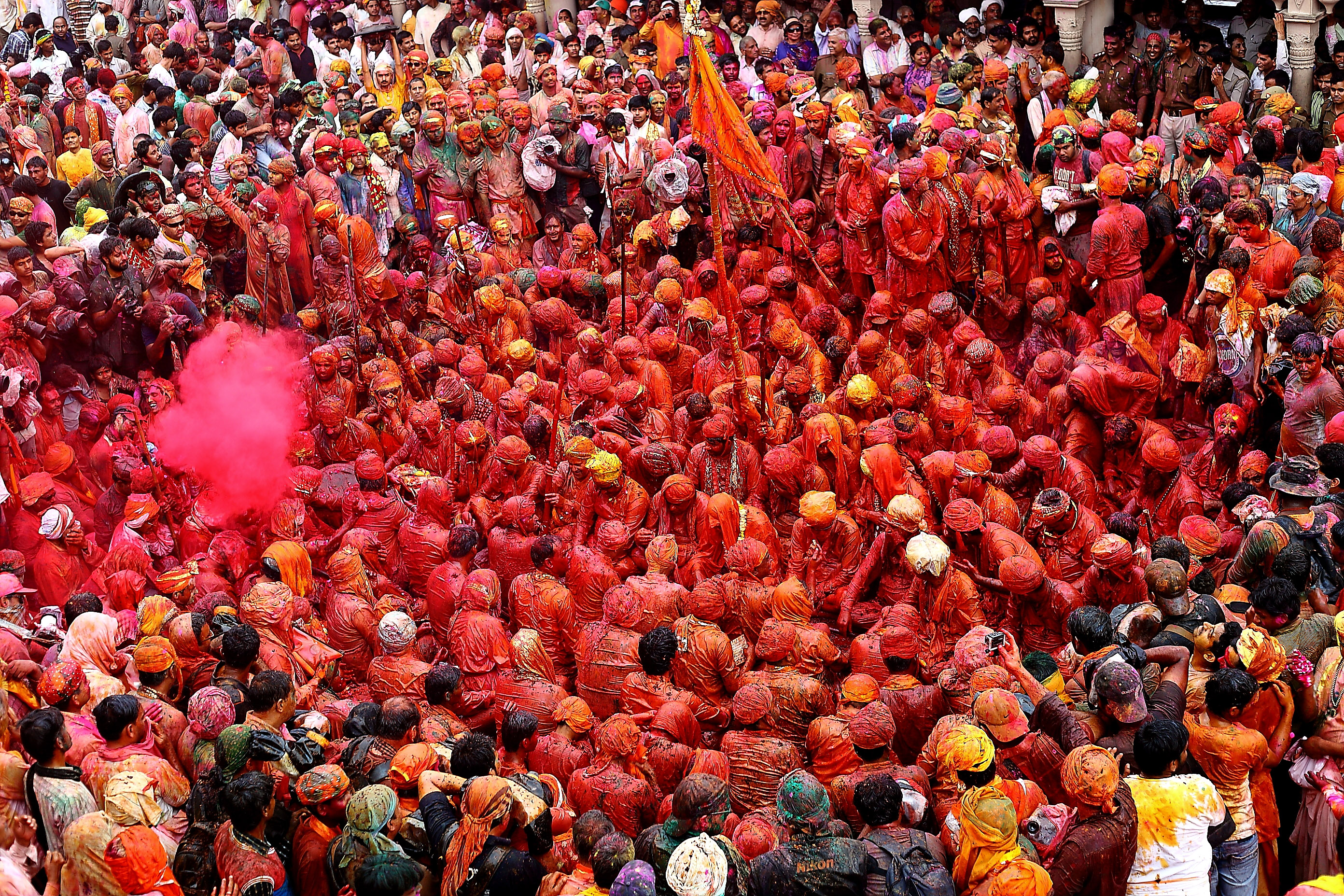
Hólí, Krishna temple, Mathura
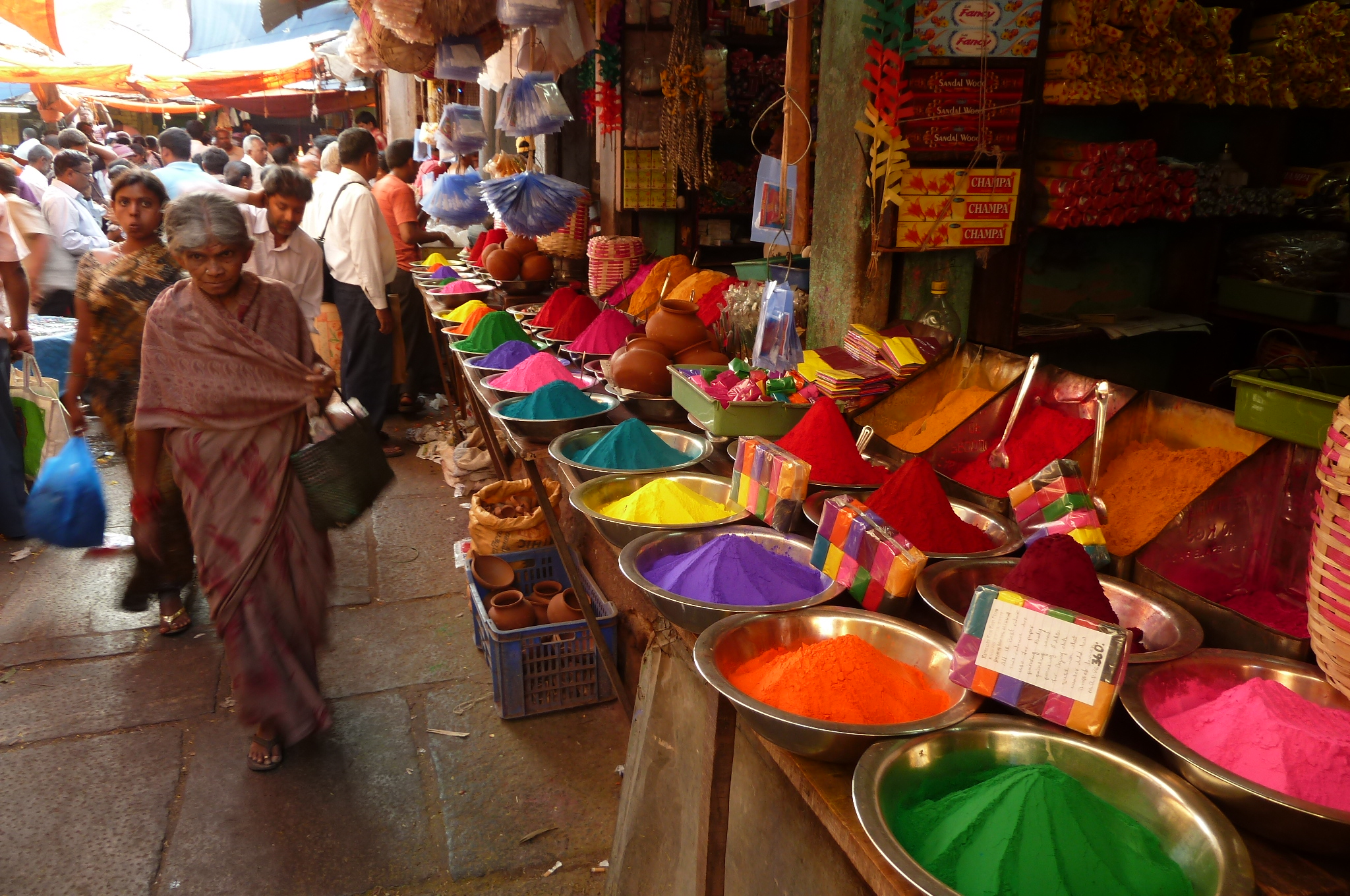
Barvy na Hólí v prodeji, Maisúr, Karnátaka
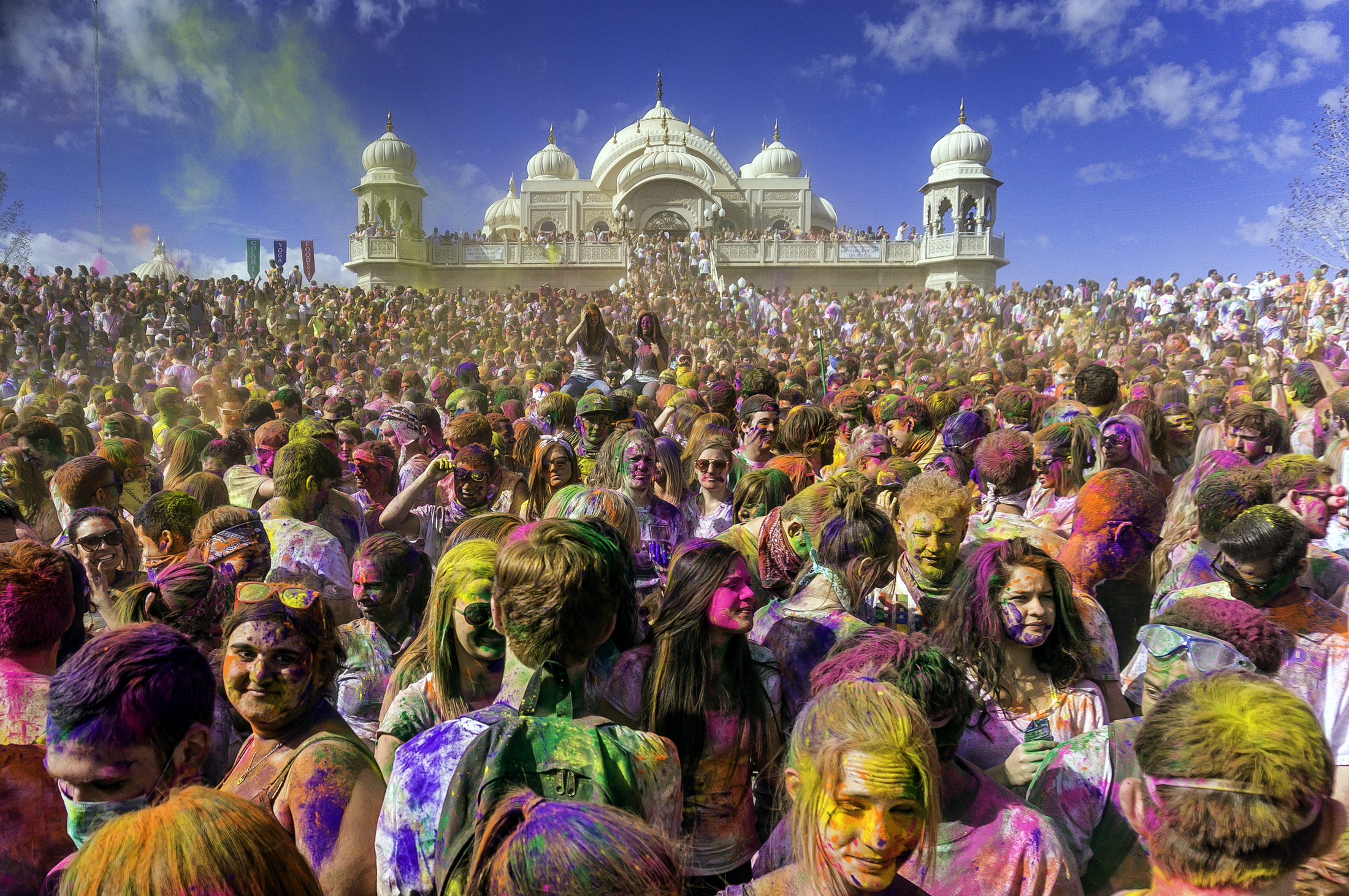
Festival barev v Utahu, USA